# زیردریایی یو-۴۰۷
زیردریایی یو-۴۰۷ (به انگلیسی: German submarine U-407) یک زیردریایی است. این زیردریایی در سال ۱۹۴۱ ساخته شد.